# Сумерки (роман)
Сумерки — первая книга серии «Сумерки» писательницы Стефани Майер, в которой рассказывается о любви обычной семнадцатилетней девушки Изабеллы Свон и вампира Эдварда Каллена. Книга вышла в 2005 году. Вампирский роман, первое издание которого только в США разошлось рекордным тиражом 100 тыс. экземпляров и вошло в список бестселлеров New York Times.

## Сюжет
Чтобы позволить своей матери путешествовать по всему миру с её новым мужем, бейсболистом, Белла Свон переезжает из солнечного Финикса (Аризона) в дождливый Форкс (Вашингтон) к своему отцу Чарли. В первый день в своей новой школе Белла видит странную, очень красивую семью: это Элис и Джаспер, Розали и Эмметт, а также Эдвард Каллены. Студенты рассказывают, что все они — приёмные дети доктора Карлайла Каллена и его жены Эсми. Оба слишком молоды, чтобы иметь своих детей-тинейджеров, а Эсми, поговаривают, бесплодна. Белла очень заинтересована этой семьёй, особенно Эдвардом.
На первом уроке биологии её сажают за одну парту с Эдвардом. Белла поражена тем, что он смотрит на неё с непонятной ненавистью. Едва звенит звонок, он выбегает из класса, а следующие несколько дней не появляется в школе. Появившись, он всё же заговаривает с Беллой. На следующий день после этого он спасает ей жизнь, голыми руками оттолкнув фургон, мчащийся на девушку. Когда Белла пытается выяснить, как ему это удалось, Эдвард заявляет, что у неё разыгралось воображение и примерно на месяц перестаёт с ней общаться. Однако став свидетелем того, как школьный приятель Беллы, Майк Ньютон, попытался пригласить девушку на весенние танцы, Эдвард вновь обращает на неё внимание, но предостерегает, что им не стоит быть друзьями.
Белла едет с друзьями из школы на пляж Ла-Пуш в индейской резервации, где встречает друга детства Джейкоба Блэка. Он рассказывает ей старые легенды его племени о «хладных». Белла ищет информацию в интернете, пытаясь разобраться, кто же такой Эдвард. Сопоставив все факты, Белла понимает, что Эдвард — вампир.
Белла едет с подругами в Порт-Анджелес, отлучается от них и натыкается на группу хулиганов, которые пристают к ней. Внезапно выезжающий из-за угла Каллен на серебристом «Вольво» наводит ужас на нападающих, и они сбегают. Эдвард отводит Беллу в кафе и рассказывает о себе: признаётся, что умеет читать мысли. На обратной дороге в Форкс он подтверждает, что является вампиром. Через несколько дней Эдвард рассказывает, почему вначале люто ненавидел её — кровь Беллы была для него самой привлекательной, один аромат вызывал мучительную жажду. Эдвард отводит Беллу на поляну. Он демонстрирует девушке свои вампирские качества: силу и скорость. Эдвард признаётся Белле в своих чувствах, и они впервые целуются. Затем Эдвард отвозит Беллу знакомиться со своей семьёй: кроме Элис с Джаспером и Розали с Эмметтом, он представляет её Эсми и Карлайлу. Позже Эдвард сам знакомится с Чарли и приглашает Беллу на бейсбол, в который Каллены предпочитают играть во время грозы, поскольку раскаты грома заглушают звуки игры.
Во время игры происходит непредвиденное: кочующие вампиры Джеймс, Виктория и Лоран, не являющиеся «вегетарианцами» (как называют себя Каллены, так как пьют кровь животных, а не людскую), приходят познакомиться с семьёй Карлайла. Джеймс чует Беллу и начинает на неё охоту. Каллены придумывают план спасения Беллы: надёжно спрятать её и убить Джеймса. Но он оказывается хитрей и выманивает девушку из укрытия, где она находилась под охраной Элис и Джаспера. Джеймс успевает её укусить, когда появляются Каллены и убивают Джеймса, разрывая его на куски и сжигая, а Эдвард не даёт девушке превратиться в вампира, высасывая из её раны яд.
В больнице Белла просит Эдварда сделать её вампиром, на что тот отвечает строгим отказом. Они идут на студенческий бал, где Беллу находит Джейкоб. Тот передаёт послание своего отца, Билли Блэка, желающего, чтобы девушка рассталась с Эдвардом, но Белла просит передать в ответ лишь её благодарность за беспокойство. На балу Белла предпринимает ещё одну попытку уговорить своего возлюбленного вампира сделать её такой же, но Эдвард снова наотрез отказывает.

## Создание
По словам Стефани Майер, впервые идея написания книги возникла у неё в 2003 году, после того как ей приснился сон, в котором обычная девушка встречает в лесу вампира. Наутро Майер начала писать роман, который закончила через три месяца. При этом писательница утверждает, что никогда не читала книг о вампирах и не смотрела фильмов ужасов.

## Награды
- Выбор редакции New York Times[3]
- В числе «лучших детских книг 2005 года» Publishers Weekly[4]
- Лучшая книга года Publishers Weekly[3]
- В числе лучших десяти книг для молодёжи Американской библиотечной ассоциации[3]
- В числе «лучших книг 2005 года» по версии School Library Journal[5]
- Лучшая книга десятилетия Amazon.com[3]

## Восприятие и отзывы
Книги Майер не получили высокой оценки критиков, а Стивен Кинг лично назвал Стефани Майер бездарностью.
Кинг сравнил Майер с Джоан Роулинг, подчеркнув, что оба автора «обращаются напрямую к юной аудитории». По мнению создателя «Тёмной башни», автор «Гарри Поттера» является «отличной писательницей», а автор «Сумерек» — нет. Майер напоминает Кингу Эрла Стэнли Гарднера, «ужасного, но очень успешного» автора детективов о Перри Мейсоне. В книгах Майер, считает Кинг, найдена удачная и безопасная комбинация любви и секса, описания которых годятся для девочек, ещё не знакомых ни с чувствами, ни с чувственностью, пишет Хай Вей.

## Адаптации

### Экранизация
Съёмки экранизации романа началась в феврале 2007 года.
Режиссёром была выбрана Кэтрин Хардвик, а главные роли исполнили Кристен Стюарт и Роберт Паттинсон. Сценарий для фильма адаптировала Мелисса Розенберг. Мировая премьера состоялась 21 ноября 2008 года.

### Комикс
15 июля 2009 года журнал Entertainment Weekly подтвердил слухи о выходе в издательстве Yen Press графического романа по мотивам «Сумерек». Стефани Майер просматривала каждую страницу. В июльском номере Entertainment Weekly были опубликованы первые иллюстрации Эдварда, Беллы и Джейкоба. Автором графики стал — Ким Янг.
Первый том графического романа вышел 16 марта 2010 года, второй — 11 октября 2011 года. В октябре 2012 года оба тома «Сумерки. Начало. Роман в рисунках» были выпущены одной книгой для коллекционного издания, которое включало дополнительные материалы в задней части книги о пяти персонажах (Карлайл, Эсме и Эдвард Каллены, Белла Свон и Джейкоб Блэк).